# Nu point suscrit
Cette page contient des caractères spéciaux ou non latins. S’ils s’affichent mal (▯, ?, etc.), consultez la page d’aide Unicode.
Nu point suscrit (capitale: Ν̇, minuscule: ν̇) est une lettre additionnelle grecque, utilisée dans l’écriture du tsakonien et dans l’alphabet grec albanais des Arvanites au XIXe siècle. Il s’agit de la lettre nu diacritée d’un point suscrit.

## Utilisation
Thanasis Costakis et d’autres auteurs utilisent le nu point suscrit ‹ ν̇ › en tsakonien pour transcrire une consonne nasale palatale voisée [ɲ],.

## Représentations informatiques
Le nu point suscrit peut être représente avec les caractères Unicode suivants (grec et copte, diacritiques):
| formes    | représentations | chaînes de caractères | points de code | descriptions                                          |
| --------- | --------------- | --------------------- | -------------- | ----------------------------------------------------- |
| capitale  | Ν̇               | Ν◌̇                    | U+039D U+0307  | lettre majuscule grecque nu diacritique point suscrit |
| minuscule | ν̇               | ν◌̇                    | U+03BD U+0307  | lettre minuscule grecque nu diacritique point suscrit |